# رابي فيرغسون مارش جونيور
رابي فيرغسون مارش جونيور (بالإنجليزية: Rabe Ferguson Marsh, Jr.)‏ هو محامي وقاضي أمريكي، ولد في 26 أبريل 1905 في غرينسبورج في الولايات المتحدة، وتوفي في 19 أبريل 1993.